# Ikoyi
Ikoyi é uma cidade do estado de Lagos, na Nigéria.
Ikoyi é o bairro mais afluente de Lagos, localizado em Eti-Osa área de governo local. Encontra-se a nordeste de Obalende e adjacente da ilha de Lagos a oeste, e na borda da lagoa de Lagos.  Popular com moradores de classe alta da sociedade nigeriana, Ikoyi é indiscutivelmente a comunidade mais rica no estado de Lagos.
A área que compõe Ikoyi era originalmente uma massa de terra contínua com a ilha de Lagos, até que foi separada por uma via navegável estreita que foi escavada pelo governo colonial britânico. Este canal foi agora construído sobre ou preenchido para que a ilha fosse fundida com a ilha de Lagos, mais uma vez.
1. ↑  Google Maps (Mapa). Google
2. ↑  Bing Maps (Mapa). Microsoft e Harris Corporation Earthstar Geographics LLC